# ديفيد مور (سياسي أسترالي)
ديفيد مور (بالإنجليزية: David Moore)‏ هو سياسي أسترالي، ولد في 4 فبراير 1824 في سيدني في أستراليا، وتوفي في 11 يوليو 1898. انتخب عضو الجمعية التشريعية فيكتوريا عن دائرة Electoral district of Melbourne ‏ (1 نوفمبر 1856 – 1 أغسطس 1859).